# 吹希王
吹希王（谥号惠王）（?—451年2月3日），金官伽耶（駕洛国）第7代王（在位:421年 - 451年）。父坐知王、母为福寿。王妃仁德（进思角干女），子8代王铚知王（庄王）。407年（421年（宋武帝永初二年）即位。451年（宋文帝元嘉二十八年辛卯）二月三日崩。